# 476

## Esdeveniments
- Caiguda de l'Imperi Romà d'Occident.
- 4 de setembre - Imperi Romà: Ròmul Augústul esdevé el darrer emperador de l'imperi Romà d'Occident en ser deposat per Odoacre, el qual es proclama rei d'Itàlia.
- Cartago: Els vàndals de Genseric signen la pau amb els romans d'Orient de Zenó.[1]